# Thomas Heinemann
Johann Thomas Heinemann, född 28 oktober 1934, är en svensk skriftställare och intendent  som var yrkesverksam vid och ansvarig för Uppsala universitets konstsamling. Han har givit ut böcker i museala och antikvariska ämnen, flertalet med anknytning till Uppsala.
Thomas Heinemann är son till patentingenjören och juristen Dr. Hans Wilhelm Heinemann och Franziska, ogift Engels, samt yngre bror till radiodoktorn Peter-Paul Heinemann. Familjen kom från Tyskland. Åren 1963–1970 var han gift med textilantikvarien Margareta Ridderstedt (född 1942) och sedan 1977 med universitetslektor Christina Thunwall (född 1940).